# Sol Kaplan
Sol Kaplan (19 de abril de 1919 - 14 de noviembre de 1990) fue un compositor estadounidense de música para cine y televisión.

## Biografía
Nacido en Filadelfia, Pensilvania, Kaplan trabajó como pianista, actuando en Carnegie Hall en 1941. Ese mismo año, Kaplan compuso su primera partitura para una película. 

### Comparecencia ante el Comité
Sol Kaplan había musicalizado más de 30 películas de Hollywood entre 1940 y 1953.Su carrera fue interrumpida en la década de 1950 al ser vetado por no prestar cooperación en testimonio ante el Comité de Actividades Antiestadounidenses. Fue citado por el Comité de Actividades Antiestadounidenses después de que John Garfield mencionó que Kaplan era su amigo.  Kaplan nunca había sido públicamente identificado como comunista; Garfield negó ser un comunista; aun así Kaplan fue despedido la Twentieth Century Fox, donde estuvo contratado por un año. Kaplan protestó que muchos ejecutivos del estudio eran amigos de Garfield, incluyendo el hombre que lo despide.  Su testimonio tuvo lugar el 8 de abril de 1953.  Durante su testimonio, él desafió al comité para producir sus acusadores, e invocó la Carta de Derechos para evitar para cooperar.  Al regresar al trabajo, Kaplan esté dijo que él podría ser capaz de mantener su trabajo si se reunía en privado con el congresista Clyde Doyle.  Kaplan rechazó, y fue despedido el mismo día.

### Carrera profesional
Escribió las partituras de diversas películas, incluyendo las versiones de 1953 de Titanic y Níagara.
Para la serie de televisión Star Trek, Kaplan compuso la música de dos episodios: "El propio enemigo" y "La máquina del juicio final". Jeff Bond escribió "a pesar de que escribió solamente dos partituras para la serie, la música del compositor neoyorquino Sol Kaplan se reprodujo sin fin a lo largo de las dos primeras temporadas de la serie".

## Vida personal
Kaplan estuvo casado a la actriz Frances Heflin (hermana de Van Heflin).  Su hijo es el director de cine Jonathan Kaplan; también tuvieron dos hijas, Nora Heflin y Mady Kaplan Ahern.  Sol Kaplan murió de cáncer de pulmón en 1990.

## Filmografía
- The Tell-Tale Heart (1941)
- Tales of Manhattan (1942)
- Hollow Triumph (1948)
- Port of New York (1949)
- Trapped (1949)
- The Secret of Convict Lake (1951)
- I'd Climb the Highest Mountain (1951)
- Diplomatic Courier (1952)
- Kangaroo (1952)
- Destination Gobi (1953)
- Treasure of the Golden Condor (1953)
- Niagara (1953)
- Titanic (1953)
- Salt of the Earth (La sal de la tierra) (1954)
- The Victors (1963)
- The Young Lovers (1964)
- El espía que surgió del frío (1965)
- Judith (1966)
- Explosion (1969)
- Living Free (1972)
- Lies My Father Told Me (1975)
- Over the Edge (1979)